# 松他克乡
松他克乡，是中华人民共和国新疆维吾尔自治区克孜勒苏柯尔克孜自治州阿图什市下辖的一个乡镇级行政单位。

## 行政区划
松他克乡下辖以下地区：
松他克村、阿孜汗村、买谢提村、托库勒村、瓦克瓦克村、克青孜村、巴格拉村、温吐萨克村、亚喀巴克村、硝尔勒克村、农场村和园艺村。